# Rolf Stein
Rolf Alfred Stein (Schwetz, 13 juni 1911 – Parijs, 9 oktober 1999) was een Pools-Frans sinoloog en tibetoloog. Stein publiceerde een groot aantal werken.
Stein werd vooral bekend vanwege zijn studie naar en twee boeken over het Epos van koning Gesar, het belangrijkste epos uit de Tibetaanse literatuur. Hierop behaalde hij in 1960 zijn doctorstitel. Een tweede belangrijk deel van zijn werk was zijn onderzoek naar het gebruik van Chinese bronnen in de Tibetaanse geschiedenis. Hij was de eerste onderzoeker die het juiste verband legde tussen de Minyag uit Tibetaanse bronnen met de Xixia uit de Chinese bronnen.
Stein behaalde zijn eerste graad in de Chinese talen aan het Seminar für Orientalische Sprachen (Instituut voor Oriëntaalse Talen) van de Friedrich-Wilhelms-Universiteit te Berlijn in 1933. Vanwege zijn joodse komaf vluchtte hij hetzelfde jaar naar Frankrijk, waar hij graden behaalde aan het Institut national des langues et civilisations orientales in Parijs, in het Chinees (1934) en het Japans (1936). In Parijs studeerde hij Tibetaans met onder andere Jacques Bacot en Marcelle Lalou.
Op 30 augustus 1939 naturaliseerde hij zich tot Fransman en tijdens de Tweede Wereldoorlog verbleef hij als vertaler in Frans Indochina. Van 1951 tot 1975 was Stein hogeschooldocent in Religies van China en Opperazië. Tussen 1966 en 1982 was hij professor aan het gerenommeerde onderzoeksinstituut Collège de France.